# Varshons
Varshons è un album discografico di cover del gruppo musicale alternative rock statunitense The Lemonheads, pubblicato nel 2009.

## Il disco
Il disco è stato prodotto da Gibby Haynes, frontman del gruppo Butthole Surfers, e pubblicato dalla The End Records.
All'album hanno partecipato, tra gli altri, l'attrice Liv Tyler (in Hey, That's No Way to Say Goodbye), la modella Kate Moss (in Dirty Robot) e il chitarrista John Perry, membro dei The Only Ones (in cinque tracce).

## Tracce
1. I Just Can't Take It Anymore – 3:02 – Gram Parsons
2. Fragile – 1:19 – Wire
3. Layin' Up with Linda – 2:17 – GG Allin
4. Waiting Around to Die – 2:22 – Townes Van Zandt
5. The Green Fuz – 2:48 – Randy Alvey & Green Fuz
6. Yesterlove – 4:30 – Sam Gopal
7. Dirty Robot – 2:54 – Arling & Cameron
8. New Mexico – 3:41 – FuckEmos
9. Dandelion Seeds – 3:31 – July
10. Hey, That's No Way to Say Goodbye – 3:04 – Leonard Cohen
11. Beautiful – 3:45 – Christina Aguilera
12. How Can We Hang On? (solo edizione digitale) – 1:56 – Tim Hardin

## Formazione
Gruppo
- Evan Dando - basso, batteria, chitarre, percussioni, voce
- Devon Ashley - batteria, percussioni, voce
- Vess VonRuthenberg - basso

Ospiti
- Chris Brokaw - chitarre
- LonPaul Ellrich - vibrafono
- Blake Flemming - batteria
- Gibby Haynes - produzione, voce, cori
- Ian Kennedy - violino
- Elizabeth Moses - cori
- Kate Moss - voce
- John Frederick Perry - chitarre, percussioni, cori
- Daniel Rey - basso
- Anthony Saffery - chitarra, tastiere, sitar
- Trisha Scotti - cori
- Grant Smith & the Power - percussioni, campane
- Adam Taylor - tastiere
- Liv Tyler - voce